# Microrregión de Macau
La microrregión de Macau es una de las microrregiones del estado brasilero de Rio Grande del Norte perteneciente a la mesorregión Central Potiguar. Su población fue estimada en 2006 por el IBGE en 46.729 habitantes y está dividida en cinco municipios. Posee un área total de 1.867,777 km².

## Municipios
- Caiçara do Norte
- Galinhos
- Guamaré
- Macau
- São Bento do Norte